# Katharina von Grünewaldt
Katharina Sophie Kitty von Grünewaldt (* 15. September (Julian. Kal.)/ 27. September 1866 in Minsk; † 1. Januar 1917 in Reval) war eine deutschbaltische Diakonisse und Dichterin.

## Herkunft und Familie
Katharina von Grünewaldt stammte aus der deutsch-baltischen Adelsfamilie von Grünewaldt. Ihr Vater war Conrad Moritz Georg von Grünewaldt (1825–1868), ein Sohn des Zivilgouverneurs Johann von Grünewaldt (1796–1862). Ihre Mutter war Natalie von der Pahlen-Astrau (1831–1900). Katharina war unverheiratet.
Ihre ältere Schwester Anna Katharina Alexandra von Grünewaldt (* 4. März 1859 in Affel; † 30. Mai 1913 auf der Reise von Berlin nach Eydtkuhnen) war Erzieherin und von 1892 bis 1910 Oberin der Kaiserin-Augusta-Stiftung in Potsdam. Sie wurde mit dem Verdienstkreuz für Frauen und Jungfrauen ausgezeichnet.
Ihre zweitälteste Schwester Auguste Elisabeth von Grünewaldt (* 16. April 1861 in Affel) war ab 1909 Äbtissin des Fellinschen Adligen Fräuleinstiftes.

## Leben
Nach dem Hausunterricht besuchte Katharina die Auguste-Kuschky-Schule in Reval, danach ebenfalls in Reval von 1879 bis 1883 die Howensche Schule. Es schloss sich eine Ausbildung im Diakonischen Haus Frankfurt am Main, Diakonie Neuendettelsau und in Berlin an. Von 1908 bis 1917 war sie Oberin der Diakonischen Anstalt in Reval.

## Werke (Auszug)
- Reval. (Gedicht) In: Unsere Heimat. 1907, S. 24.
- Heut auf der blühenden Heide.(Gedicht) In: Franz Kluge (Hrsg.): Dichterstimmen aus Estlnds schwerster Zeit. Reval 1918, S. 43.
- Waldesrauschen. (Gedicht).  In: Franz Kluge (Hrsg.): Dichterstimmen aus Estlands schwerster Zeit. Reval 1918, S. 44.
- Verwehte Klänge. (Gedichte). Reval, 1918.[7]